# Ivan Greaves
Pour l’article homonyme, voir Greaves.
Ivan Mikhaïlovitch Greaves (Ива́н Миха́йлович Гревс), né le 4 (16) mai 1860 à Loutovinovo et mort le 16 mai 1941 à Léningrad, est un historien et universitaire russe, spécialiste de l'antiquité romaine. Il faisait partie de l'intelligentsia opposante à l'époque du régime impérial russe.

## Biographie
Ivan Greaves naît au village de Loutovinovo dans le gouvernement de Voronej, où sa famille, inscrite au registre de la noblesse, possède un petit domaine. Elle descend d'un lointain ancêtre anglais. Il poursuit ses études secondaires au lycée Larine de Saint-Pétersbourg qu'il termine en 1879, puis à la faculté d'histoire et de philologie de l'université impériale de Saint-Pétersbourg, où il est de la même génération que Sergueï Platonov. Il est remarqué par le professeur Vassilievski. Il écrit alors qu'il n'est encore qu'étudiant L'État romain de Byzance au VIe siècle, d'après les registres législatifs des empereurs chrétiens. Il termine l'université en 1883 avec le grade de candidat au doctorat et demeure dans son alma mater pour préparer son agrégation. Parallèlement, il enseigne l'histoire au lycée de jeunes filles Schaffe de Saint-Pétersbourg, entre 1884 et 1889.
Il est proche idéologiquement des milieux de gauche entre 1881 et 1883 et se trouve arrêté une semaine du 18 au 24 novembre 1884, car la gendarmerie trouve chez lui en enquêtant sur le cas Orlov le journal En avant (Вперед) et une brochure polycopiée de Karl Liebknecht Pour la défense du droit. Une fois libéré, il demeure sous la surveillance de la police.
En 1889, il devient privat-dozent. En 1890-1892 et 1894-1896, il est envoyé en mission à Paris et à Rome pour étudier la structure économique et sociale de la société romaine au moment de la transition de la république vers l'empire. Une partie de ses recherches est publiée dans le Journal du ministère de l'instruction publique. C'est à cette époque que se dessinent les fondements de la pensée de Greaves : la conviction que le rôle de la création est décisif dans les profondeurs de la conscience ainsi que dans ce qu'il appelle le processus poétique de l'histoire. Tout cela donne une vitalité culturelle exceptionnelle à la tradition romaine qui se poursuit tout au long de son histoire. Il propage ses idées pendant ses cours professoraux qu'il donne à partir de 1892 aux jeunes filles des Cours Bestoujev (1892-1899 et 1902-1918) qui constituent un ferment intellectuel d'importance dans le Saint-Pétersbourg d'avant la révolution. Il les développe également dans ses cours universitaires, mais de manière plus ténue (1903-1923).
Pendant l'année des troubles estudiantins de 1899, il est privé de son grade de privat-dozent par le ministère Bogolepov et renvoyé des Cours Bestoujev.
En 1900, il défend sa thèse d'agrégation intitulée « Essais de l'histoire de la propriété foncière, principalement à l'époque de l'Empire ».
Il prend une part active, en tant que membre ou président de divers comités, à la fondation de nouvelles écoles privées à Saint-Pétersbourg, espérant y trouver un esprit intellectuel plus libre. Parmi elles, ce sont l'école Tenichev (formée comme école supérieure de commerce) ou l'école commerciale de Lesny. Il préside le conseil pédagogique et enseigne au lycée privé de jeunes filles Tagantseva. il enseigne l'histoire à l'école Tenichev et au lycée impérial Alexandre. En 1901, il est nommé professeur à l'institut polytechnique de Saint-Pétersbourg. En 1902, il retrouve le droit de retourner à l'université et aux Cours Bestoujev en 1903.
En 1903-1904, il prend une part active à l'organisation de l'« union de la Libération », en faveur d'une constitution pour le pays.
En qualité de doyen de la faculté de philologie, il est un de ceux qui organisent des séminaires et une bibliothèque de séminaire, ainsi que des excursions à thème historique. C'est un fervent défenseur de ce genre d'excursions. Il publie des articles dans les journaux Le Droit, L'Étoile polaire, La Parole scientifique, etc. 
Il est favorable à la révolution de février 1917, mais demeure dans une neutralité prudente après la révolution d'Octobre. Il s'approche même du cercle philosophico-religieux « Résurrection », fondé par Alexandre Meyer, dans le but de concilier socialisme et christianisme. Entre 1921 et 1924, il dirige le département des humanités de l'institut des conférences-promenade de Pétrograd qui sera ensuite interdit par les autorités.
À partir des années 1920, Greaves et ses disciples tombent sous le coup de l'« idéalisme ». Il perd son emploi à l'université en 1923 et se consacre à des travaux d'écriture, notamment à partir de 1925 auprès du bureau central d'études régionales pour assurer sa subsistance. Il est brièvement arrêté en 1930 après que le cercle « Résurrection » fut démantelé et ses membres dirigeants envoyés au Goulag. 
Il assure quelques cours encore entre 1934 et 1941, mais dans une atmosphère qui a profondément changé à cause du régime stalinien.
Il meurt à Léningrad à la veille de la guerre. Il est enterré au cimetière Volkovo.

## Quelques publications
- Essais de l'histoire de la propriété foncière romaine, principalement à l'époque de l'Empire Очерки из истории римского землевладения (преимущественно во время империи), tome I, Saint-Pétersbourg, 1899
- Aperçus de l'enseignement contemporain de l'histoire dans les établissements d'enseignement supérieur de Paris
- Essais sur la culture florentine, 1903—1905
- Tacite, 1946
- Essai sur Dante, 1913—1923
- Les Noces de sang de Buondelmonte. La vie d'une ville italienne au XIIIe siècle, 1925
- Tourgueniev et l'Italie (étude culturo-historique). Léningrad, éditions Brockhaus-Efron, 1925

## Source
- (ru) Cet article est partiellement ou en totalité issu de l’article de Wikipédia en russe intitulé « Гревс, Иван Михайлович » (voir la liste des auteurs).